# 1191

## Събития
- Херцог Бертолд V фон Церинген основава град Берн, днешна столица на Швейцария.

## Родени
- 8 февруари – [[Ярослав II (Владимирско-Суздалско княжество)|Ярослав II]], велик княз на Владимирско-Суздалското княжество